# Астрапия принцессы Стефании
Астрапия принцессы Стефании (лат. Astrapia stephaniae) — вид воробьинообразных птиц из семейства райских птиц (Paradisaeidae). Эндемичный вид горных лесов Папуа — Новой Гвинеи. Видовое название дано в честь бельгийской принцессы Стефании. У народа англ. Bomagai-Angoiang, в Папуа — Новой Гвинее, эта птица называется калантс (англ. kalants).

## Описание
Самцы достигают длины 84 см, из которых на хвост приходится 47 см; длина самок достигает 53 см, из которых от 26,8 до 36,2 см приходится на хвостовое оперение. Самцы имеют тёмно-чёрное туловище с сине-зелёной с радужным отливом головой. В хвосте есть два очень длинных чёрно-пурпурных пера.
Цвет головы самок сине-чёрный, туловища — тёмно-коричневый, а брюшко — коричневое с тёмными полосами.

## Астрапия принцессы Стефании и человек
Люди народа Bomagai-Angoiang охотятся на этих астрапий из-за их больших чёрных перьев. Впоследствии эти перья продаются народу из долины Джими, которые покупают перья расплачиваясь свиньями.

## Охранный статус
Вид включён в Международную Красную книгу, однако статус оценивается как находящийся под наименьшей угрозой.

## Подвиды
Описано два подвида, хотя ранее в виде выделяли три подвида, но после ревизии подвидов астрапии принцессы Стефании A. s. ducalis (описанный из Давонга (англ. Dawong), в горах Херзог (англ. Herzog mountains)) стал синонимом номинативного подвида A. s. stephaniae. Два подвида:
- Astrapia stephaniae feminina — север центральной части Новой Гвинеи;
- Astrapia stephaniae stephaniae — от юга центральной части до юго-востока Новой Гвинеи